# Diocesi di Tinisa di Numidia
La diocesi di Tinisa di Numidia (in latino Dioecesis Thinisensis in Numida) è una sede soppressa e sede titolare della Chiesa cattolica.

## Storia
Tinisa di Numidia, identificabile con El Kala (in epoca coloniale La Calle), nella provincia di El Tarf in Algeria, è un'antica sede episcopale della provincia romana di Numidia.
Il martirologio romano, alla data del 6 novembre, ricorda il martire san Felice: «A La Calle in Numidia, nell'odierna Tunisia, san Felice, martire, del quale sembra parlare sant'Agostino quando dice al popolo: "Veramente felice fu nel nome e nella corona portati: professò, infatti, la fede in Cristo e fu destinato alla tortura, ma all'indomani il suo corpo fu trovato in carcere esanime".»
Anatole Toulotte assegna a questa sede il vescovo Valerio, che intervenne alla conferenza di Cartagine del 411, nella quale presero parte i vescovi cattolici e donatisti dell'Africa romana. Questo vescovo tuttavia apparteneva alla sede omonima di Tinisa di Proconsolare. Non sono noti altri vescovi per questa diocesi.
Dal 1933 Tinisa è annoverata tra le sedi vescovili titolari della Chiesa cattolica; la sede è vacante dal 4 agosto 2025.

## Cronotassi dei vescovi titolari
- Francesco Venanzio Filippini, O.F.M. † (23 maggio 1933 - 31 marzo 1973 deceduto)
- Mario Revollo Bravo † (13 novembre 1973 - 28 febbraio 1978 nominato arcivescovo di Nueva Pamplona)
- Javier Lozano Barragán † (5 giugno 1979 - 28 ottobre 1984 nominato vescovo di Zacatecas)
- Mario Picchi, S.D.B. † (19 giugno 1989 - 29 marzo 1997 deceduto)
- Vincenzo Pelvi (11 dicembre 1999 - 14 ottobre 2006 nominato ordinario militare in Italia)
- Laurent Chu Văn Minh † (15 ottobre 2008 - 4 agosto 2025 deceduto)